# Agrostis longiberbis
Agrostis longiberbis é uma espécie de gramínea do gênero Agrostis, pertencente à família Poaceae.